# Морозов, Николай Александрович (композитор)
Никола́й Алекса́ндрович Моро́зов (6 августа 1956, Куйбышев, СССР) — российский композитор.

## Биография
Родился в городе Куйбышев (ныне — Самара) в семье инженеров. С детства увлёкся импровизацией, учился игре на аккордеоне у бывшей балерины Ирины Георгиевны Лунц, самостоятельно освоил гитару, баян, блок-флейту и фортепьяно. В 1982 году окончил Сызранское музыкальное училище по специальности теория музыки. В том же году поступил в Уральскую государственную консерваторию им. М. П. Мусоргского, которую окончил по классу композиции профессора Николая Михайловича Пузея в 1987 году. С 1987 по 1989 год — проходил в Уральской консерватории ассисентуру-стажировку по классу композиции. С 1987 по 1993 год преподавал композицию и инструментовку в Уральской государственной консерватории, а также был заведующим музыкальной частью Свердловского театра кукол. Член Союза композиторов с 1989 года. Будучи в Свердловске, Николай Морозов вёл авторскую программу на телевидении «Музыка и мы».
В 1993 году Н. А. Морозов переехал в Санкт-Петербург, преподавал в Академии театрального искусства, Санкт-Петербургской консерватории им. Н. А. Римского-Корсакова, возглавлял отделение музыкального воспитания в Школе русской драмы им. И. О. Горбачева. С 1998 года по 2013 год возглавлял музыкальную часть Большого Драматического театра им. Г. А. Товстоногова. С 2013 года — заведующий музыкальной частью Государственного драматического театра на Литейном.
Н. А. Морозов широко известен как театральный композитор. Ему принадлежит музыка к спектаклям театров Москвы, Вильнюса, Санкт-Петербурга, Екатеринбурга, Красноярска, Челябинска, Ярославля, Петрозаводска, Абакана, Тобольска и др. Спектакли с музыкой Н. А. Морозова гастролировали в театрах Италии, Македонии, Германии, Швейцарии, Чехии, Японии, Румынии, Испании, Литвы, Эстонии, на Крите и др.
Николай Морозов сотрудничает с швейцарским ансамблем Дмитрия Ашкенази и Жана-Поля Греба. Камерная музыка Н. А. Морозова исполняется в России и за рубежом.
Н. А. Морозов участник, организатор и лауреат ряда композиторских, театральных и кинофестивалей. Композитор регулярно принимает участие в качестве члена жюри и проводит мастер-классы в рамках вокальных и театральных секций на международных фестивалях театров малых городов России, а также в других проектах, фестивалях и конкурсах, организуемых на территории России и СНГ.

## Семья
Николай Морозов женат на заслуженной артистке России Елене Васильевне Морозовой. Отец двоих сыновей.

## Творчество

### Фильмография

#### Киномузыка
- Распятые (1990, режиссёр — Владимир Уфимцев)
- Повесть о капитане Копейкине (2002, режиссёр — Роман Мархолиа)
- Мама (2009, режиссёр — Илья Казанков, в 2010 году признан «лучшим фильмом» в рамках International festival of short films в Таллине, победитель «Гран-При» на Фестивале короткометражного кино — ProВзгляд)

#### Музыка к анимационным фильмам
- Ой, куда мы залетели (1991, режиссёр — Анатолий Аляшев)
- А снег идёт (1991, режиссёр — Валерий Фомин)

### Театральная музыка

#### Постановки в драматических театрах
Санкт-Петербургский драматический театр им. В. Ф. Комиссаржевской
- 1996 — «Фортуна» по пьесе Марины Цветаевой; режиссёр — Роман Мархолиа (В главных ролях А. Ю. Толубеев, Г. П. Короткевич, Т. А. Бедова, Е. Д. Марусяк, А. Р. Мельникова, Е. В. Игумнова)
- 2010 — «Нам пора идти…» по произведению «Синяя птица» Мориса Метерлинка; режиссёр — Борис Константинов

Московский драматический театр им. А. С. Пушкина
- 1997 — «Дубровский» А. С. Пушкина; режиссёр — Роман Мархолиа (В главных ролях В. А. Баринов, В. Е. Буров, А. В. Песков, И. В. Ильм, И. В. Кара-Моско, Е. В. Баринов и др. Премия фонда «Маски» в номинации «за лучшую театральную музыку» на международном театрально-телевизионном фестивале «России — первая любовь», 1999 год)
- 1997 — «Повести Белкина» А. С. Пушкина; режиссёр — Юрий Ерёмин. Постановка идёт в театре по сегодняшний день[18].
- 1997 — «Супница» Л. Ламуре; режиссёр — Надежда Аракчеева
- 1998 — «Проделки Скапена» Жана-Батиста Мольера; режиссёр — Надежда Аракчеева
- 1999 — «Эдип Царь» Софокла; режиссёр — Юрий Ерёмин (В роли царя Эдипа Игорь Бочкин)
- 2001 — «Корова»; режиссёр — Надежда Птушкина
- 2002 — «Ромео и Джульетта» Уильяма Шекспира; режиссёр — Роман Козак, в роли Ромео — Сергей Лазарев (По замыслу режиссёра музыка в спектакле представляет своеобразные вариации «музыкантов в ресторане» на тему «Сентиментального вальса» П. И. Чайковского, постепенно переходящие в насмешку над произведением)[19]
- 2011 — «Мышеловка» Агаты Кристи; режиссёр — Надежда Аракчеева

Большой драматический театр им. Г. А. Товстоногова
- 1997 — «Сон в летнюю ночь» Уильяма Шекспира; режиссёр — Роман Мархолиа
- 1998 — «Кадриль» Владимира Гуркина; режиссёр — А. Н. Максимов (В главных ролях В. А. Кузнецов, Н. Н. Трофимов, Л. И. Макарова, З. М. Шарко, Н. Н. Усатова)
- 1999 — «Лес» А. Н. Островского; режиссёр — А. Я. Шапиро, художник Э. С. Кочергин (В главных ролях С. С. Дрейден и А. Ю. Толубеев)
- 2004 — «Двенадцатая ночь, или Как пожелаете» Уильяма Шекспира; режиссёр — Григорий Дитятковский, художник — М. Ц. Азизян
- 2006 — «Власть тьмы» Л. Н. Толстого; режиссёр — Т. Н. Чхеидзе, художник Э. С. Кочергин (В главных ролях В. М. Ивченко, Г. А. Штиль, И. Венгалите, А. В. Петров, Т. А. Аптикеева, С. В. Лосев, Д. А. Быковский и др.)
- 2007 — «Блажь» А. Н. Островского; режиссёр — Г. Р. Тростянецкий (В главных ролях Н. Н. Усатова, Г. А. Штиль, Е. К. Попова, М. К. Лаврова, М. Л. Морозов, К. В. Жандаров, К. В. Разумовская, Н. Александрова, Ю. Дейнега и др.)
- 2007 — «Дама с собачкой» А. П. Чехова; режиссёр — А. А. Праудин (Премия «Золотой софит» в номинации «за лучший спектакль», 2008 год)
- 2009 — «Месяц в деревне» И. С. Тургенева; режиссёр — А. А. Праудин («Золотой софит», 2009)
- 2009 — «Идеальный вор» Ярослава Ивашкевича; режиссёр — Григорий Дитятковский
- 2011 — «Королева Красоты» М. Макдонаха; режиссёр — Е. В. Чернышов, художник — Э. С. Кочергин
- 2011 — «Дом Бернарды Альбы» Гарсиа Лорка; режиссёр — Т. Н. Чхеидзе
- 2012 — «Время Женщин» Е. С. Чижовой; режиссёр — Г. Р. Тростянецкий (Премия «Золотой софит» в номинации «за лучший спектакль», 2012 год)

Красноярский краевой драматический театр им. А. С. Пушкина
- 1998 — «Капитанская дочка» А. С. Пушкина; режиссёр — Роман Мархолиа (Премия губернатора Красноярского края за «лучший спектакль», 1998 год)[20]
- 1999 — «Кадриль» Владимира Гуркина; режиссёр — А. Н. Максимов (В главных ролях Е. И. Мокиенко, К. А. Вощиков, А. С. Прибавочная, Т. В. Семичева, Н. И. Хомяков)

Дом Союза Театральных деятелей (Санкт-Петербург)
- 1999 — «Покрывало Пьеретты» по мотивам Артура Шницлера; режиссёр — Роман Мархолиа

«Белый театр» (швейцарско-русско-немецкий театральный проект)
- 2000 — «Метель» по пьесе Марины Цветаевой; режиссёр — Марина Александровская, эвритмия — Тилле Баркохофф (Проект реализован под патронатом посла Германии в Российской Федерации Эрнста Йорга фон Штудница)

Центр оперного пения Галины Вишневской (Москва)
- 2003 — «Квартет» сера Рональда Харвуда; режиссёр — Роман Мархолиа (В ролях С. Н. Крючкова, Б. Брыльска, И. Б. Дмитриев, К. Кавсадзе)

Русский драматический театр Литвы (Вильнюс)
- 2003 — «Женитьба» Н. В. Гоголя; режиссёр — Андрей Черпин[21]
- 2004 — «Фигаро — здесь!» Бомарше; режиссёр — Г. Р. Тростянецкий
- 2005 — «Собачье сердце» М. А. Булгакова; режиссёр — Андрей Черпин
- 2008 — «Венецианский купец» Шекспира; режиссёр — Роман Мархолиа
- 2016 — «Сказка о царе Салтане» А. С. Пушкина; режиссёр — Пётр Васильев[22]

Театр-студия Светланы Крючковой (Санкт-Петербург)
- 2005 — «Лисистрата» Аристофана, музыка на стихи А. А. Шульгиной; режиссёр — С. Н. Крючкова

Государственный Пушкинский театральный центр (Санкт-Петербург)
- 2006 — «Русалка» А. С. Пушкина; режиссёр — Владимир Рецептер

Ярославский государственный театр юного зрителя
- 2006 — «Светит, да не греет» А. Н. Островского; режиссёр — Роман Мархолиа
- 2007 — «Романтики, или белый ужин» Эдмона Ростана; режиссёр — Надежда Аракчеева
- 2008 — «Три сестры» А. П. Чехова; режиссёр — Роман Мархолиа
- 2009 — «Пушкин. Forever. Песни западных славян» А. С. Пушкина; режиссёр — Игорь Селин
- 2010 — «Утренняя фея» Алехандро Касона; режиссёр — Анатолий Слюсаренко (Премия «за лучшее музыкальное оформление» в рамках Областного фестиваля профессиональных театров, Ярославль, 2011 год)
- 2011 — «Долгожданное счастье» — пьеса Виктора Ольшанского по мотивам произведений Николая Лескова; режиссёр — Анатолий Слюсаренко
- 2012 — «Король-олень» Карло Гоцци; режиссёр — Андрей Черпин
- 2013 — «Слово о полку Игореве»; режиссёр — Игорь Ларин (Премия «за лучшее музыкальное оформление» в рамках Международного театрального фестиваля «У Троицы», Сергиев Посад, 2014 год)

Московский театр теней
- 2011 — «Последний день Казановы» по пьесе Марины Цветаевой «Феникс»; режиссёр — Алексей Смирнов

Академический Малый драматический театр — Театр Европы
- 2012 — «Ворон» Карло Гоцци; режиссёр — Григорий Дитятковский (Премия «Золотой софит» в номинациях «за лучшую режиссуру», «за лучшую работу художника», 2012 год)

Екатеринбургский театр юного зрителя
- 2011 — «Без вины виноватые» А. Н. Островского; режиссёр — Григорий Дитятковский (Премия «Золотая маска» (2011) в номинации «за лучшую женскую роль» в исполнении Светланы Замараевой (роль Елены Кручининой) и ряд др. наград (за «лучший спектакль», «лучшую женскую роль», «лучшую роль второго плана») в рамках фестивалей в Новосибирске, Екатеринбурге и Сочи)

Тобольский драматический театр им. П. П. Ершова
- 2013 — «Маленькие трагедии» А. С. Пушкина; режиссёр — Пётр Васильев
- 2017 — «Сибирский соловей» по пьесе Петра Васильева «А-ля Алябьев» к 230-летию со дня рождения композитора Александра Алябьева; режиссёр — Пётр Васильев
- 2019 — «Сказка о царе Салтане (музыкальный спектакль)» по одноимённому произведению А. С. Пушкина; режиссёр — Пётр Васильев

Государственный драматический театр на Литейном
- 2014 — «Поминальная молитва», пьеса Григория Горина (по мотивам произведений Шолом-Алейхема); режиссёр — Александр Кузин
- 2014 — «Роман в письмах» А. С. Пушкина; режиссёр — Игорь Ларин
- 2015 — «Дорогой жизни». Спектакль-концерт к 70-й годовщине Победы в Великой Отечественной войне. Режиссёр — Андрей Сидельников.
- 2017 — «Когда мы были в июне...». Спектакль-концерт по сценария К. Никитиной; режиссёр — Андрей Сидельников
- 2018 — «Я озвучиваю мультик» — Интерактивный музыкально-мультипликационный спектакль по сценария Ольги Никифоровой; режиссёр — Александра Ловянникова; видеохудожник — Михаил Заиканов

Рязанский Театр на Соборной (Рязанский государственный областной театр для детей и молодежи)
- 2015 — «Яр» по одноимённому произведению Сергея Есенина; режиссёр — Наталия Лапина (Премия за лучшее сценическое решение на V Международном театральном фестивале им. Фёдора Абрамова «Родниковое слово», г. Архангельск; премии в номинациях «Лучшая работа композитора» — Николай Морозов; «Лучшая работа художника по свету» — Анастасия Кузнецова; «Лучшая работа художника-постановщика» — Николай Слободяник, «Лучший спектакль большой формы» в рамках Рязанского театрального фестиваля «Зеркало сцены»)

Новокузнецкий драматический театр
- 2016 — «Тринадцатый апостол» по произведениям Владимира Маяковского; режиссёр — Андрей Черпин

Норильский Заполярный театр драмы им. Владимира Маяковского
- 2018 — «Дракон» по произведению Е. Л. Шварца; режиссёр — Анна Бабанова

Санкт-Петербургский государственный театр «Суббота»
- 2019 — «Наш городок» по произведению Торнтона Уайлдера; режиссёр — Александр Кузин

Сахалинский международный театральный центр им. А. П. Чехова (Южно-Сахалинск)
- 2019 — «Тёркин» по произведению А. Т. Твардовского; режиссёр — Евгений Зимин
- 2019 — «Про Федота-стрельца, удалого молодца» по произведению Леонида Филатова; режиссёр — Александр Агеев

#### Постановки в театрах кукол
Краснотурьинский городской театр актера и куклы
- 1987 — «Ян Бибиян» Я. Пелина; режиссёр — Виктор Савин (Премия в номинации «Лучшая музыка» на III фестивале драматического искусства Болгарии в СССР)

Екатеринбургский муниципальный театр кукол
- 1989 — «По зелёным холмам океана» по сказке Сергея Козлова; режиссёр — Владимир Гаранин
- 1991 — «Белогрудка» по рассказу Виктора Астафьева; режиссёр — Владимир Гаранин
- 1992 — «Игоша» по произведению Владимира Одоевского; режиссёр — Александр Блинов
- 1992 — «Озорной зайчонок» Ю. Страхова; режиссёр — Галина Дейкина
- 1992 — «Ночь перед рождеством» Н. Гоголя; режиссёр — Владимир Гаранин
- 1993 — «Золушка»; режиссёр — Константин Дядилин
- 1993 — «Пиноккио» К. Коллоди; режиссёр — Владимир Гаранин
- 1994 — «Хитрая сказка»; режиссёр — Владимир Гаранин
- 2008 — «Про умную собачку Соню» по рассказам А. Усачёва; режиссёр — Алексей Смирнов
- 2011 — «Маленькая Баба-Яга» по сказке Отфрида Пройслера «Маленькая колдунья»; режиссёр — Алексей Смирнов

Башкирский государственный театр кукол (Уфа)
- 1993 — «Ночь перед рождеством» Н. Гоголя; режиссёр — Владимир Гаранин; художник — Надежда Елькина

Хакасский национальный театр кукол
- 2007 — «Pandemonium» по мотивам повести Рея Бредберри «Беда надвигается»; режиссёр — Алексей Смирнов

Театр кукол Республики Карелия (Петрозаводск)
- 2008 — «Собачья сказка» Карела Чапека; режиссёр — Наталья Пахомова
- 2014 — «Муха-Цокотуха»; режиссёр — Пётр Васильев
- 2016 — «Папин сюрприз»; режиссёр — Пётр Васильев
- 2017 — «Левша»; режиссер — Пётр Васильев

Московский Центральный театр кукол им. С. В. Образцова
- 2009 — «Золушка»; режиссёр — Алексей Смирнов

Нижневартовский театр кукол «Барабашка»
- 2009 — «Лесная рапсодия» по произведению Сергея Козлова; режиссёр — Сергей Усков
- 2019 — «Айболит» (музыкальный спектакль); режиссёр — Пётр Васильев

Кукольный театр сказки (Санкт-Петербург)
- 2009 — «Глупая сказка про умную Эльзу» братьев Гримм; режиссёр — Алексей Смирнов

Челябинский государственный театр кукол им. В. Вольховского
- 2010 — «Человек в футляре» А. П. Чехова; режиссёр — Алексей Смирнов (Постановка была номинирована на ряд премий международных и областных театральных фестивалей. Присуждена победа в номинации за «лучшую женскую роль» (исполнение — Наталья Балдина) на V Международном Фестивале Театров Кукол «Петрушка Великий» (2010 год), а также на III Международном фестивале «Соломенный жаворонок» (2012 год), в номинации за «лучшую мужскую роль» (исполнение — Николай Архипов) на Фестивале областных профессиональных театров «Сцена» (2010 год))
- 2013 — «Муха-Цокотуха», режиссёр — Пётр Васильев
- 2014 — «Приключения Алисы в стране чудес» Льюиса Кэррола; режиссёр — Александр Борок
- 2019 — «Сон Джульетты»; режиссёр — Александр Борок
- 2020 — «Каштанка» по одноимённому произведению А. П. Чехова; режиссёр — Пётр Васильев
- 2021 — «Любовь и голуби» по одноимённому произведению В. П. Гуркина; режиссёр — Алексей Смирнов
- 2022 — «Приключения барона Мюнхгаузена»; режиссёр — Пётр Васильев
- 2024 — «Медуза Горгона»; режиссёр — Пётр Васильев

Московский Детский Камерный театр кукол
- 2012 — «Муму» по одноимённому рассказу Ивана Тургенева; режиссёр — Александр Борок

Московский театр кукол «Шутик»
- 2010 — «Цветик-семицветик» по сказке Валентина Катаева; режиссёр — Наталья Пахомова
- 2014 — «С Улиткой вокруг света» по пьесе Владлена Снежкова; режиссёр — Владимир Моргачев

Ярославский государственный театр кукол
- 2013 — «Златовласка» (народная сказка); режиссёр — Алексей Смирнов (Спектакль-победитель гран-при в номинациях «за лучший спектакль» и «за лучшую работу композитора» на V Областном фестивале профессиональных театров, 2014 год)
- 2014 — «Котёнок по имени Гав (музыкальная сказка)» по произведению Григория Остера; режиссёр — Алексей Смирнов
- 2014 — «Путешествие Голубой Стрелы» по произведению Джанни Родари; режиссёр — Пётр Васильев
- 2016 — «Драма о царе Ироде»; режиссёр — Алексей Смирнов
- 2018 — «Добрыня Никитич и Змей Горыныч»; режиссёр — Алексей Смирнов
- 2020 — «Божественная комедия» Исидора Штока; режиссёр — Алексей Смирнов
- 2021 — «Кому на Руси жить хорошо» по одноимённому произведению Н. А. Некрасова; режиссер — Пётр Васильев

Белгородский государственный театр кукол
- 2015 — «Слон» по одноимённому произведению Александра Ивановича Куприна; режиссёр — Пётр Васильев

Екатеринбургский «Театр на ладошке»
- 2015 — «Подарок для Деда Мороза» по мотивам норвежской сказки «Плотник Андерсен и рождественский гном»; режиссёр — Пётр Васильев

Московский театр кукол
- 2015 — «Маша и Медведь» по произведению Виктора Швембергера; режиссёр — Наталья Пахомова
- 2016 — «Сказка с закрытыми глазами (Ёжик в тумане)» для слабовидящих; режиссёр — Наталья Пахомова[23] («Золотая маска» в номинации лучшая режиссура)
- 2020 — «Сказка о мёртвой царевне и о семи богатырях» (музыкально-пластический спектакль); режиссёр — Наталья Пахомова

Магаданский областной театр кукол
- 2016 — «Слон» по одноимённому произведению Александра Ивановича Куприна; режиссёр — Пётр Васильев

Karlsson Haus — Кукольный театр (Санкт-Петербург)
- 2016 — «Плотник Андерсен и рождественский гном»; режиссёр — Пётр Васильев

Архангельский театр кукол
- 2017 — «Путешествие Голубой Стрелы» по произведению Джанни Родари; режиссёр — Пётр Васильев

Рыбинский театр кукол
- 2018 — «Чёрная курица» по произведению Антония Погорельского; режиссёр — Наталья Пахомова
- 2020 — «Кентервильское привидение» по произведению Оскара Уайлда; режиссер — Пётр Васильев

Ульяновский театр кукол им. В. М. Леонтьевой
- 2018 — «Айболит» по произведению Корнея Чуковского; режиссёр — Пётр Васильев

Тверской театр кукол
- 2018 — «Кентервильское привидение» по произведению Оскара Уайлда; режиссёр — Пётр Васильев

Мурманский областной театр кукол
- 2018 — «Муха-Цокотуха» по одноимённому произведению Корнея Чуковского; режиссёр — Пётр Васильев
- 2019 — «Маленькие трагедии» по А. С. Пушкину; режиссер — Пётр Васильев

Амурский театр кукол
- 2019 — «Маленький принц» по одноимённому произведению Антуана де Сент-Экзюпери; режиссёр — Алексей Смирнов
- 2024 — «Барышня-крестьянка» по А. С. Пушкина; режиссёр — Пётр Васильев

Нижнетагильский театр кукол
- 2022 — «Евгений Онегин» по одноимённому произведению А. С. Пушкина; режиссёр — Пётр Васильев

Брянский театр кукол
- 2023 — «Чехов. Медведь. Предложение» по мотивам водевилей Антона Павловича Чехова; режиссёр — Пётр Васильев

Пермский театр кукол
- 2024 — «Вождь краснокожих» по рассказу О. Генри; режиссёр — Пётр Васильев

Вологодский театр кукол
- 2024 — «Руслан и Людмила» по поэме А. С. Пушкина;  режиссёр — Пётр Васильев

### Камерная музыка
- Секстет для кларнета, гитары и струнного квартета
- «Nostalgic suite» для кларнета и гитары
- «Ифигения в Тавросе» для сопрано, трех женских голосов, флейты, кларнета и арфы[24]
- «Всем миром…» — работа для дюжины рук, концерт для трёх фортепиано и шести пианистов
- «Канон» для двух скрипок
- «Жил-был у бабушки серенький козлик» для кларнета и двух фортепиано[25][26][27]
- «Маленький концерт» для вокального септета
- «Пессимист и оптимист» для двух фортепиано
- «Радость по поводу найденного гроша» для двух фортепиано[28]
- «Ритмический экспромт» для двух тарелок, малого барабана, контрабасового смычка и фортепиано
- «Нестрогие Невариации на тему Генделя» для фортепиано
- «Крылья бабочки», симметричный этюд для фортепиано (2014 г.)

## Издания произведений Н. А. Морозова
- Morozov, Nicolaï A. Nostalgic suite: clarinette A, guitare. Bern: HG éditions, Bosson & Greub, 2005
- Morozov, Nicolaï A. Inachèvement: flûte, clarinette A, guitare. Bern: HG éditions, Bosson & Greub, 2006
- Morozov, Nicolaï A. Aria solo-piano, instruments en C, Bb, alto ou basse. Bern: HG éditions, Bosson & Greub, 2006
- Morozov, Nicolaï A. Le Pessimiste et l´Optimiste. Deux Pianos. Bern: HG éditions, Bosson & Greub, 2006
- Morozov, Nicolaï A. La Tempȇte. Flûte — Violoncelle — Piano. Bern: HG éditions, Bosson & Greub, 2006
- Morozov, Nicolaï A. Sonnet [Musique imprimée]: alto & piano. Nyon: HG éditions, Bosson & Greub, 2007
- Список сочинений в каталоге: Das Schweizer Buch 2007/16, ISSN 16618211